# فولکس‌واگن فاکس
فولکس‌واگن فاکس (Volkswagen Fox) خودرویی است که از سال ۲۰۰۳—کنون در سائوپائولوو برزیلو بوئنوس آیرس تولید شده‌است. طراحی آن خودروهای موتور جلو-محور جلو بوده طول آن در حالت طبیعی ۳٬۸۲۳ میلیمتر (۱۵۰٫۵ اینچ) است. سیستم جعبه‌دندهٔ آن ۵ دنده به صورت دستی است.